# ستيليانوس جوناتيس
ستيليانوس جوناتيس وباليونانية ( Στυλιανός Γονατάς)، كان ضابطًا في الجيش اليوناني وسياسي ورئيس وزراء اليونان بين 1922 و 1924. ولد في باتراس عام 1876 وتوفى في أثينا عام 1966.